# Sierra de La Garita

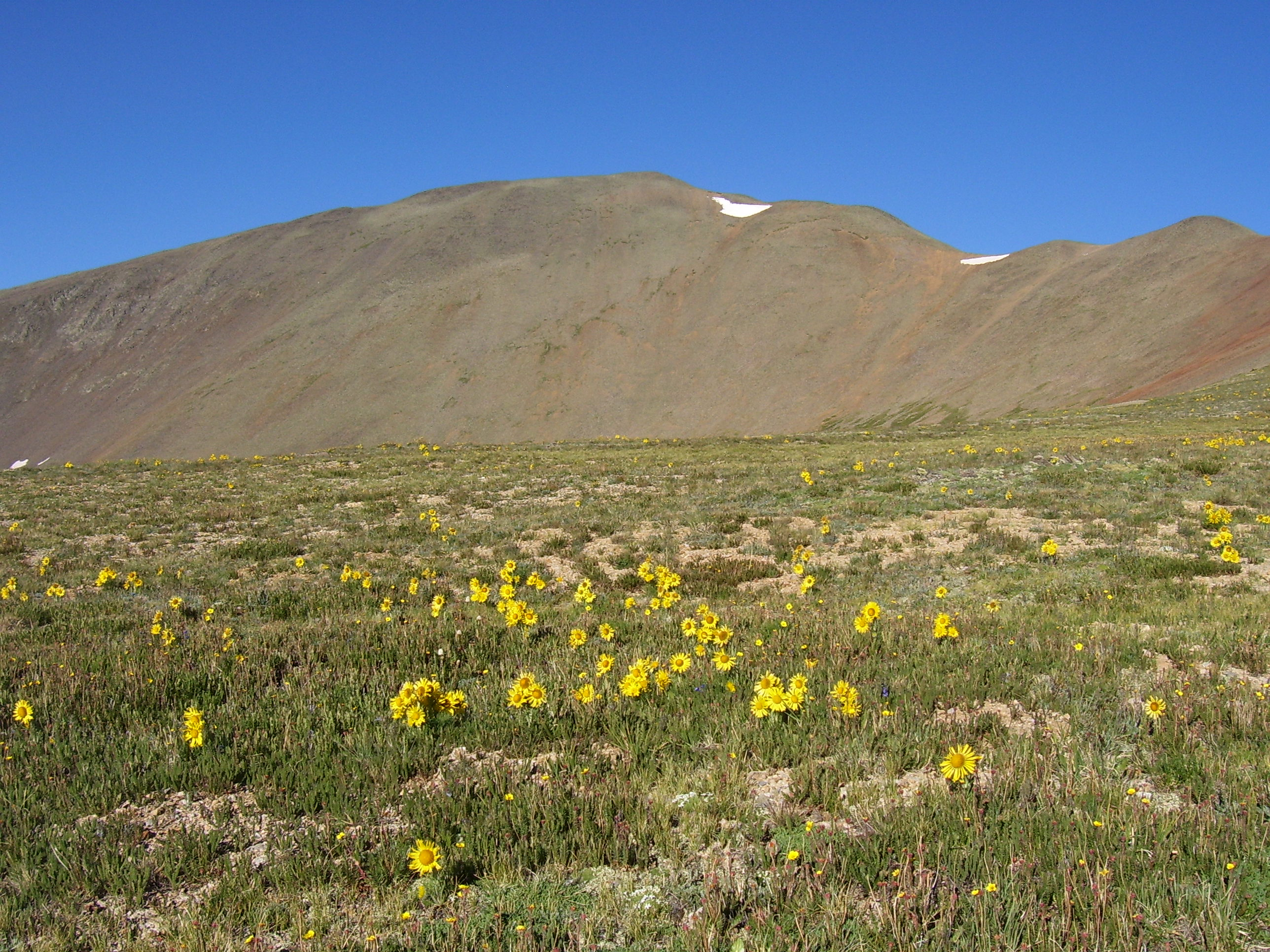
Paisaje con la Sierra de La Garita al fondo. Colorado.

La sierra de La Garita se formó en el Oligoceno con la erupción de una serie de calderas que entraron en erupciones titánicas, algunas tan grandes como VEI-8, que devastaron el actual territorio de Colorado y erigieron la actual cadena montañosa, que forma parte de la sierra de San Juan. La mega erupción del supervolcano de La Garita creó 5000 km³ de tefra, la mayor erupción conocida hasta la fecha. El punto caliente volcánico ha permanecido dormido por millones de años y actualmente no supone un peligro para la población..
Actualmente, es la sierra menos conocida de Colorado; pero, posee área pictorescas de vida salvaje, entre ellas el área de vida salvaje de La Garita, que fue uno de los primeros refugios naturales de Colorado. Su nombre proviene del español y se refiere a un lugar o casilla pequeña, para abrigo y comodidad de centinelas, vigilantes, guardafrenos. Desde la cumbre del pico de San Luis, se puede observar el valle superior del río Grande y el estrecho valle de San Luis. Cerca de 35 millas de la divisoria continental, se encuentran bosques que proveen el hábitat ideal para grandes manadas de alces y venado bura.